# Idioma proto-totonaco-tepehua
El proto-totonaca o protototonaco-tepehua (abreviado PTn o PTT) es el hipotético ancestro común de las lenguas totonacas de México. Fue reconstruido por primera vez mediante métodos comparativos en 1953 por Evangelina Arana Osnaya. Algunos lingüistas han propuesto un vínculo entre las familias lingüísticas totonaca y mixe-zoque ; por lo tanto, el proto-totonaca es una lengua hermana del protomixezoqueano y descendiente del proto-totozoqueano.

## Fonológia

### Consonantes
|                      |              | Bilabiales | Alveolares | Alveolares | Alveolares | Palatales | Velares | Uvulares | Glotales |
| planas               | sibilantes   | Bilabiales | laterales  |            |            | Palatales | Velares | Uvulares | Glotales |
| -------------------- | ------------ | ---------- | ---------- | ---------- | ---------- | --------- | ------- | -------- | -------- |
| Nasales              | Nasales      | m          | n          |            |            |           |         |          |          |
| Oclusivas/ Africadas | planas       | p          | t          | ts         | tɬ         | tʃ        | k       | q        | (ʔ)      |
| Oclusivas/ Africadas | Eyectivas    | (pʼ)       | (tʼ)       | (tsʼ)      | (tɬʼ)      | (tʃʼ)     | (kʼ)    | (qʼ)     | (ʔ)      |
| Fricativas           | Fricativas   |            |            | s          | ɬ          | ʃ         | x       |          | (h)      |
| Aproximantes         | Aproximantes | w          |            |            | l          | j         |         |          |          |

Notas
- MacKay y Trechsel (2018) agregan eyectivas oclusivas y africadas.[3]
- Davletshin (2008) y Brown et al.  (2011) agregan /ʔ/ y /h/.[4][2] MacKay and Trechsel (2018) accept /ʔ/ but reject /h/.[3]

### Vocales
|            | planas    | planas      | planas     |           | laríngeas   | laríngeas | laríngeas |
| Anteriores | Centrales | Posteriores | Anteriores | Centrales | Posteriores |           |           |
| ---------- | --------- | ----------- | ---------- | --------- | ----------- | --------- | --------- |
| Cerrada    | i iː      |             | u uː       | ḭ ḭː      |             | ṵ ṵː      |           |
| Abierta    |           | a aː        |            |           | a̰ a̰ː        |           |           |

Notas
- Brown y cols. (2011) aceptan este inventario vocalicó.[2]
- MacKay y Trechsel (2018) rechazan las vocales laringealizadas en proto-totonaca. Argumentan que las vocales laringealizadas en las lenguas totonacas son demasiado infrecuentes y erráticas después de las fricativas y sonoras para respaldar su reconstrucción.[3]